# Henrik Dam
Carl Peter Henrik Dam (født 21. februar 1895 i København, død 17. april 1976 smst) var en dansk biokemiker, der sammen med amerikaneren Edward Adelbert Doisy modtog Nobelprisen i medicin i 1943 for opdagelsen af K-vitaminet. I 1941 blev han udnævnt til professor ved Polyteknisk Læreanstalt, det nuværende Danmarks Tekniske Universitet.